# Hôtel particulier Ritinga
L'Hôtel particulier Ritinga (ou Manoir Ritinga) est un monument architectural situé dans le District de Petrograd à Saint-Pétersbourg. L'édifice a été construit par Wilhelm Schaub en 1899 pour le fabricant de verre I.E. Ritinga. Il est de style Art nouveau. En 2012, la décoration en stuc du bâtiment a été décrite comme « disparue depuis longtemps »,.

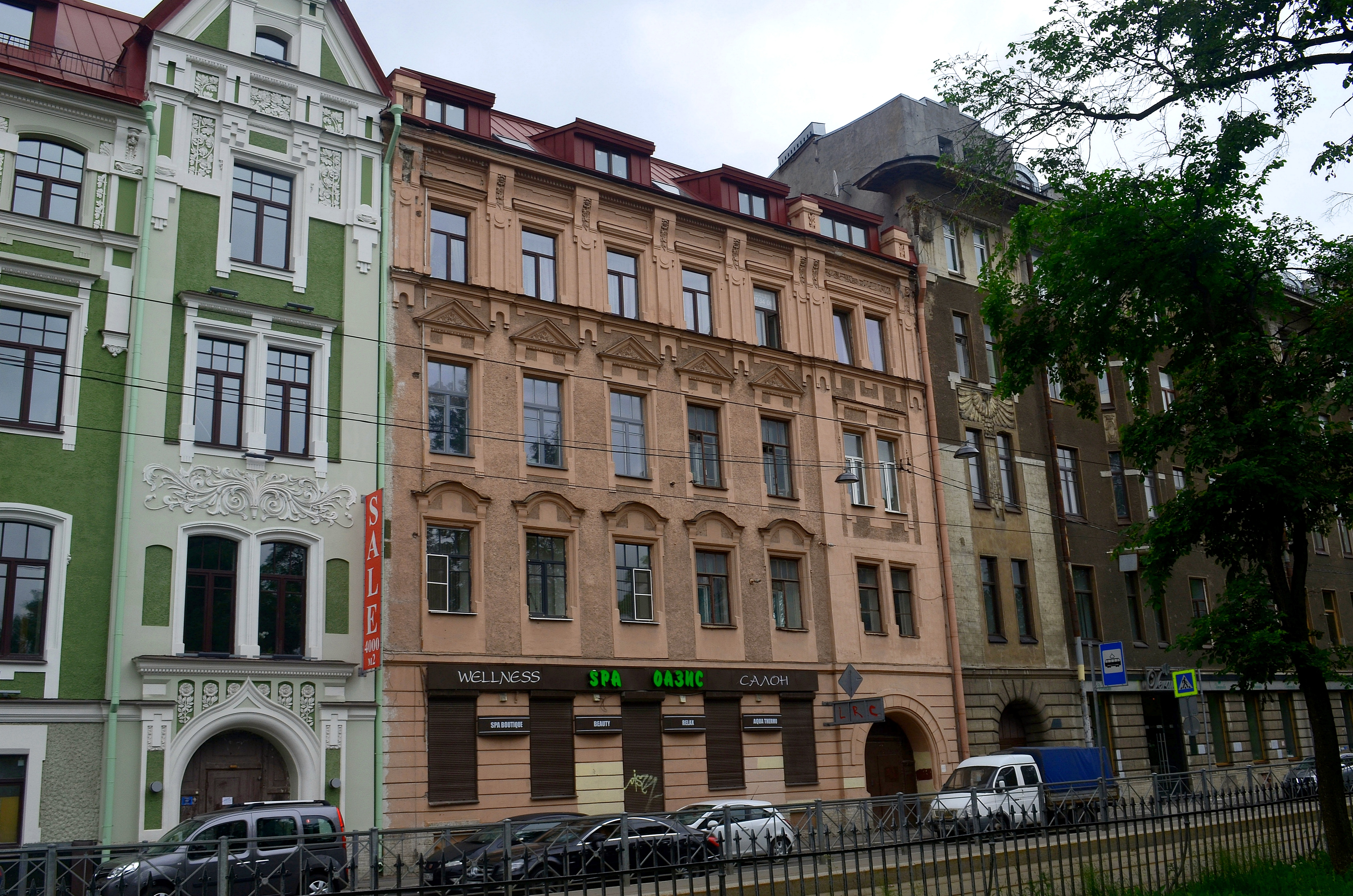

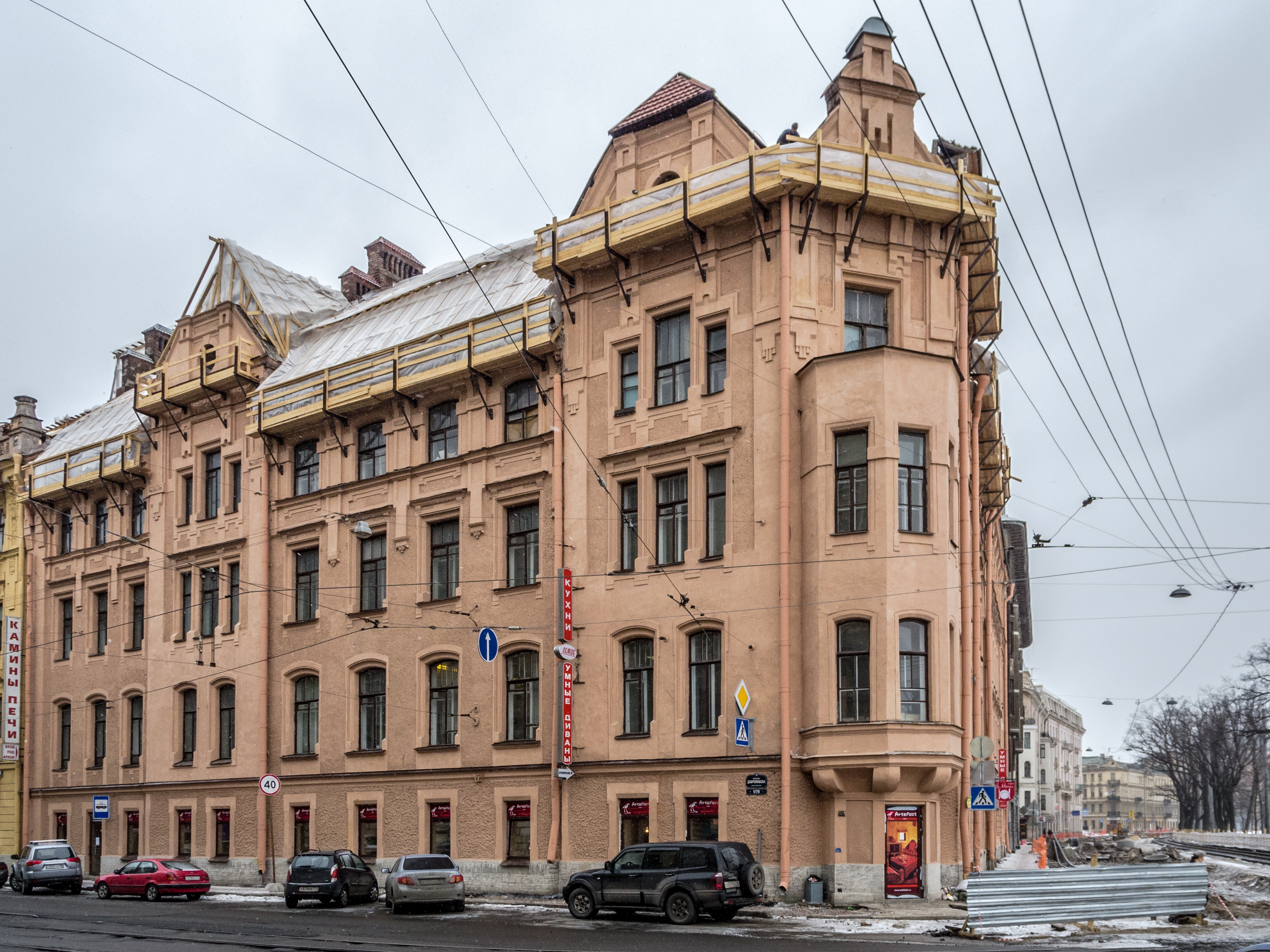
Façade avant la restauration

## Actualité
En 2011, la maison subi des modifications illégales avec un grenier sur deux étages avec approfondissement simultané des sous-sols,. En 2013, des plans ont été annoncés pour restaurer le bâtiment, notamment en restaurant le stuc perdu et la couleur historique. Les travaux ont débuté en juillet de la même année et se sont achevés en avril 2014. Des motifs floraux ont été utilisés dans la décoration en stuc restaurée.